# Galium obtusum
Galium obtusum är en måreväxtart som beskrevs av Jacob Bigelow. Galium obtusum ingår i släktet måror, och familjen måreväxter.

## Underarter
Arten delas in i följande underarter:
- G. o. filifolium
- G. o. obtusum